# Transzendentalpragmatik
Transzendentalpragmatik (lat. transcendere, „hinübergehen, (hin)überschreiten“, und gr. πράγμα, pragma, „Handeln“) ist eine maßgeblich auf das Werk von Karl-Otto Apel zurückgehende philosophische Strömung. Sie steht der von Jürgen Habermas entwickelten Universalpragmatik nahe und integriert u. a. andere pragmatische Ansätze, etwa von Charles S. Peirce. Die Transzendentalpragmatik untersucht die Bedingungen menschlichen Erkennens und freien menschlichen Handelns, die diesem ermöglichend vorausliegen und insofern transzendental genannt werden.
In Apels Schule wirkt die Retorsion, d. h. die „Rückwendung“ möglicher Einwände, als zentrales analytisches Werkzeug. Ein Einwand ist dabei als Sprachhandlung zu verstehen. Ziel der Rückwendung ist es, performative Widersprüche aufzudecken, die auftreten, wenn die Einwendung tatsächlich im Gespräch erhoben wird. Apel wendet die Methode insbesondere an, um nachzuweisen, dass die grundsätzliche Gültigkeit normativer Verpflichtungen nicht widerspruchsfrei bestritten werden kann. Die Transzendentalpragmatik solle so eine Letztbegründung u. a. der Anfänge der Moralphilosophie ermöglichen.

## Einführung
Die Transzendentalpragmatik erhebt den Anspruch, eine Philosophie zu sein, „die sich in ganz besonderem Maße als Antwort auf die gegenwärtige Situation der Philosophie versteht“. Diese Situation sieht sie nach wie vor bestimmt durch die kantischen Fragen:
- Was können wir wissen?
- Was sollen wir tun?

Unüberholt vorbildlich ist für sie der transzendentalphilosophische Ansatz Kants, „der Versuch, die Philosophie im reflexiven Rückgang auf die subjektiven Bedingungen der Möglichkeit von gültiger Erkenntnis bzw. von freien, verantworteten Handlungen zu begründen“.
Folgende Punkte müssten aber an Kants Ansatz modifiziert werden:
- die Einengung des Subjektbegriffs
- die Unterschätzung der Rolle der Sprache
- die These vom prinzipiell unerkennbaren Ding an sich

### Der Subjektbegriff
Man kann die Transzendentalpragmatik so verstehen, dass die Transzendentalphilosophie Kants von einer „Theorie des Subjekts“ in eine „Theorie der Intersubjektivität“ (als der Sphäre gemeinsamen Handelns) transformiert wird. Die Transzendentalpragmatik verwirft die Ansicht Kants von einem starren, transzendentalen Subjekt, d. h. eines (prinzipiell solipsistischen) einsamen Ichs, das unabhängig von der Kommunikation mit anderen Erkenntnis haben könne. Die Transzendentalpragmatik betont dagegen, u. a. mit Ludwig Wittgensteins Privatsprachenargument, dass Erkenntnis nur innerhalb einer Gemeinschaft von Sprechern möglich sei. Sie möchte daher „zu reicheren und konkreteren Begriffen vom Subjekt und der Vernunft“ kommen und verbindet dabei verschiedene Ansätze wie die der Hermeneutik, der Sprachphilosophie des Pragmatismus (insbesondere von Charles S. Peirce), des Marxismus und der Existenzphilosophie (insbesondere der Philosophie Martin Heideggers).
Es sei zum einen notwendig, dass das Subjekt „zumindest teilweise in die Geschichte, die Gesellschaft, die soziale und materielle Praxis, die Lebenswelt hineingezogen werde“. Zum anderen sei es wichtig zu betonen, dass „ein reines (theoretisches) Bewusstsein für sich allein genommen der Welt keinen Sinn abgewinnen kann“. Um zu einer „Sinnkonstitution“ zu gelangen, müsse der Mensch sich leibhaft im Hier und Jetzt engagieren. Apel spricht daher von einem sogenannten „Leibapriori“ – d. h. der Verortung des Subjekts in einer realen, geschichtlichen Situation und als Teil einer historisch gewachsenen Sprechergemeinschaft –, „das zuständig ist für die Probleme der Sinnkonstitution und das sich realisiert in von verschiedenen Interessen, d. h. den Erkenntnisinteressen, getragenen leibhaftigen Eingriffen in das zu Erkennende“.

### Die Rolle der Sprache
Die wesentlichste philosophische Entwicklung im 20. Jahrhundert war in den Augen der Transzendentalpragmatik der „linguistic turn“, also der Durchbruch der sprachanalytischen Philosophie zum beherrschenden Paradigma. Die Sprache wurde damit an die Stelle einer entscheidenden subjektiven Erkenntnisvoraussetzung gerückt. Für die Transzendentalpragmatik wird damit die Sprachphilosophie zu einer Art prima philosophia, so dass die Frage nach den Bedingungen der Möglichkeit zuverlässiger Erkenntnis nun transformiert und präzisiert wird zur Frage nach den Bedingungen der Möglichkeit intersubjektiv gültiger Aussagen über die Welt. Statt privater Bewusstseinstatsachen müssen nun „öffentlich zugängliche Strukturen von Zeichen und Sprache“ analysiert werden.
Die Transzendentalpragmatik interessiert sich dabei v. a. für die sog. pragmatische Dimension der Sprache, also für das, was Sprachbenutzer mit der Sprache tun und welche (zum Teil impliziten) Voraussetzungen dabei gemacht werden. Dabei wurde sie vor allem von der Sprechakttheorie Austins und Searles beeinflusst. In jedem Sprechakt werden vier Geltungsansprüche gemacht, die gemäß Apel auf die intersubjektive Dimension der Sprache hindeuten:
- die Verständlichkeit der Äußerung,
- die Wahrheit ihres propositionalen Gehalts,
- die Richtigkeit ihres normativen Gehalts,
- die Wahrhaftigkeit des sprechenden Subjekts.

### Die Letztbegründung
Die Transzendentalpragmatik versteht synthetische Urteile a priori nicht mehr als Bedingungen der Möglichkeit von Erfahrung, sondern „als notwendige Voraussetzungen (philosophischer) Argumentation“. Nur so könne dem Einwand begegnet werden, „man stütze sich auf einen bloß epochenspezifischen Begriff von (wissenschaftlicher) Erfahrung … nur dann kann aus einer klassischen ‚transzendentalen Deduktion’ ein wirklich zwingendes Argument werden“.
Entscheidend für die Theorie der Letztbegründung ist die von der Sprechakttheorie entdeckte performativ-propositionale Doppelstruktur der menschlichen Rede. Danach besitzen alle lokutionären Akte eine illokutionäre Kraft (force), die durch „performative Phrasen“ (Austin) explizit gemacht werden können. Entsprechend dem „Prinzip der Ausdrückbarkeit“ (Searle) kann man alles, was man meinen kann, auch sagen. Neben der Semantik der Propositionen, gibt es auch eine Semantik der Sprechakte.
Dieser Ansatz gewinnt Bedeutung für den Letztbegründungsstreit, der vor allem mit dem Kritischen Rationalismus ausgetragen wurde.
Ausgangspunkt der Letztbegründung ist für die Transzendentalpragmatik die Einsicht von der „Unhintergehbarkeit der Argumentationssituation“. Jede Argumentationssituation enthält nach Wolfgang Kuhlmann folgende Struktur:
„Wenn ich etwas behaupte, dann sage ich (der Sprecher) mit etwas (der Proposition) etwas (Prädikat) über etwas (Referenzobjekt), und dies so, dass ich mit etwas (performativer Satz) zu etwas (Proposition) einen Geltungsanspruch (etwa der Wahrheit) erhebe, und zwar zunächst gegenüber der realen Kommunikationsgemeinschaft (bzw. deren Vertretern, die die gegenwärtige Gesprächssituation mitkonstituieren), dann aber auch gegenüber der idealen unbegrenzten Kommunikationsgemeinschaft (auf die ich Bezug nehme als die Instanz, welche, anders als die reale Kommunikationsgemeinschaft, wirklich imstande ist, das Recht meines Geltungsanspruchs adäquat zu beurteilen). Berücksichtige ich irgendeines der aufgeführten Momente nicht, dann verunglückt meine Behauptung und leistet nicht, was sie soll“

### Schlussfolgerungen für die Ethik
Aus der Analyse der Argumentationssituation ergeben sich für die Transzendentalpragmatik u. a. folgende Normen für die Ethik:
1. Wir dürfen nicht blind handeln, sondern müssen uns „rational argumentierend um die richtige Handlungsalternative bemühen“.
2. Alle praktischen Fragen sollen „konsensuell aufgelöst werden“, d. h. es soll ein vernünftiger Konsens hergestellt werden, „dem nicht nur jeder Beteiligte, sondern auch jeder Betroffene zustimmen können muss“.
3. In allem Tun und Lassen muss es darum gehen, „das Überleben der menschlichen Gattung als der realen Kommunikationsgemeinschaft sicherzustellen, und zweitens darum, in der realen die ideale Kommunikationsgemeinschaft zu verwirklichen“.

Diese und weitere Normen können aus Sicht der transzendentalpragmatischen Diskursethik letztbegründet werden, da sie sich direkt aus den universal gültigen Strukturen der Argumentation ergeben. Kritik an dem Versuch einer solchen Letztbegründung wurde u. a. von Jürgen Habermas, Hans Albert oder Albrecht Wellmer geäußert.